# Revvänderot
Revvänderot (Valeriana supina) är en växtart i familjen vänderotsväxter. 